# فيليب فان باتن
فيليب فان باتن (بالإنجليزية: Philip Van Patten)‏ هو مهندس معماري أمريكي، ولد في 1852 في نيويورك في الولايات المتحدة، وتوفي في 1918.